# Деревостан

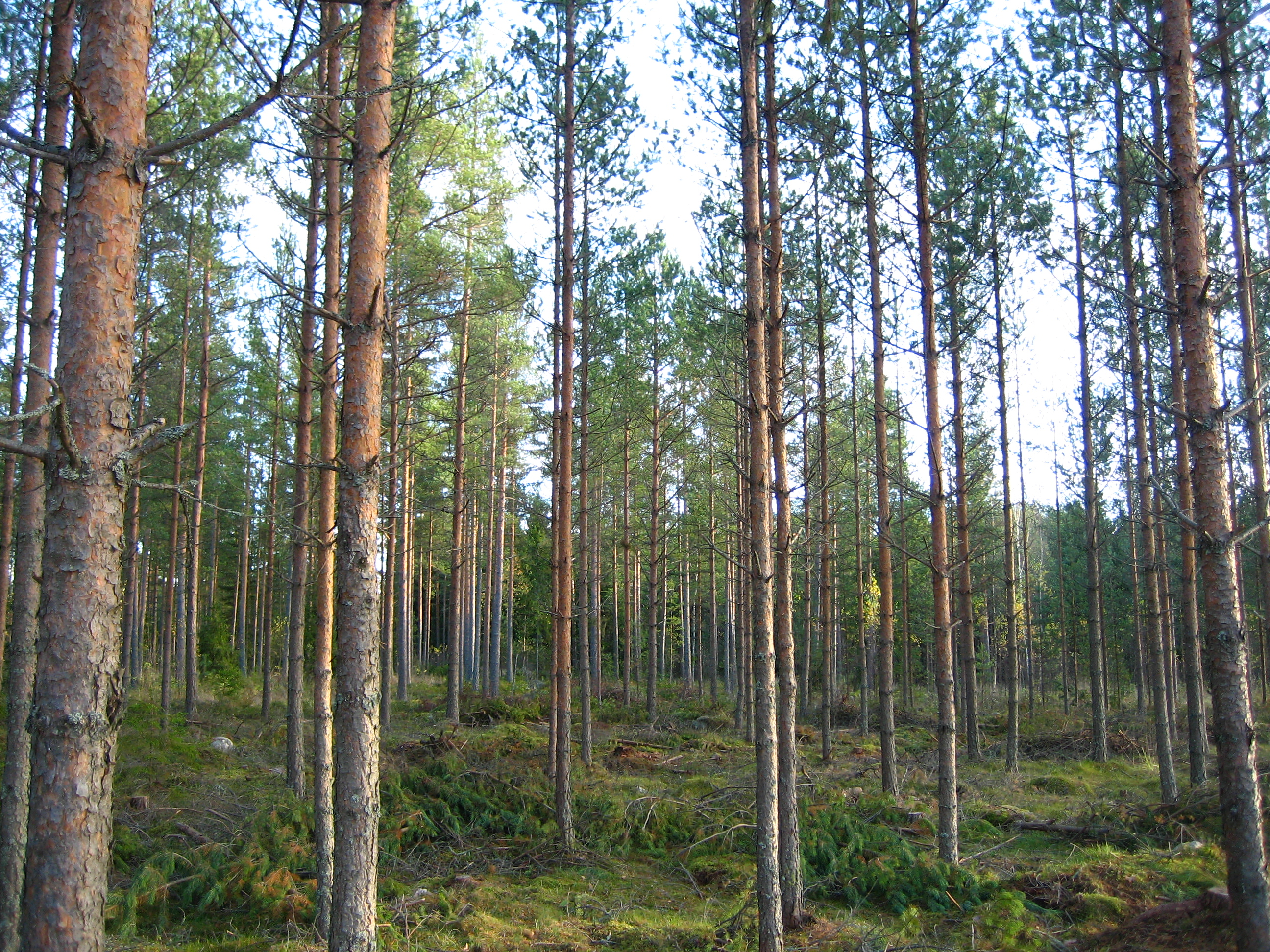
25-річний сосновий деревостан, Фінляндія

Деревоста́н (іноді лісостан) — у лісівництві називають сукупність деревних порід у тому чи іншому лісовому насадженні. Є складовим елементом лісу. Деревостани розрізняють за складом порід, формою, походженням, віком та продуктивністю (дивись таксаційні характеристики насадження). У деревостанах виділяють переважальну, головну, другорядну та супутню породи.

## За складом
- Переважна (переважальна) порода — становить більшу частину деревостану за запасом або за площею.
- Головна порода — найбільш відповідна умовам середовища і господарській меті за певних лісорослинних і економічних умов
- Другорядна порода— утворює мішані насадження з головною породою, але має порівняно з ними меншу господарську цінність.
- Супутня породя — росте у другому та третьому ярусах насадження, іноді в підліску. Зазвичай, супутніми породами у лісових насадженнях є липа, клен, граб.

Класи товарності деревостанів
| Класи | Хвойні породи                           | Листяні породи                           |
| ----- | --------------------------------------- | ---------------------------------------- |
| I     | Кількість дров'яних дерев до 5 %        | Кількість дров'яних дерев до 10 %        |
| II    | Кількість дров'яних дерев від 6 до 15 % | Кількість дров'яних дерев від 11 до 40 % |
| III   | Кількість дров'яних дерев більше 15 %   | Кількість дров'яних дерев більше 40 %    |

## Запас деревостанів в Україні
Загальний запас деревостанів в Україні на початок 2012 склав 1 млрд. 512 млн метрів кубічних.